# Мале Батирево (Батиревський район)
Мале Ба́тирево (рос. Малое Батырево, чув. Йăлăм Патăрьел) — присілок у складі Батиревського району Чувашії, Росія. Адміністративний центр Туруновського сільського поселення.
Населення — 691 особа (2010; 664 у 2002).
Національний склад:
- чуваші — 99 %